# Hate Me (песня Элли Голдинг и Juice WRLD)
«Hate Me» (с англ. — «Ненавидишь меня») — песня британской певицы Элли Голдинг и американского рэпера Juice WRLD, выпущенная в качестве сингла 26 июня 2019 года на лейбле Polydor Records. Премьера клипа состоялась 17 июля на YouTube.
Карл Ламарр с Billboard назвал трек «анти-любовным гимном», который «находит Голдинг принимающую мрачный подход, наблюдая за её спиралью отношений»[стиль]. Майк Васс из Idolator почувствовал, что песня — «хип-хоп со вкусом бэнгера[уточнить]».
Песня дебютировала под 82-м номером в чарте Billboard Hot 100, став 14-й записью Голдинг в чарте, что является рекордным для исполнителей среди девушек Англии, обойдя Адель по этому показателю. На следующей неделе песня поднялась на 74-ю строчку.

## История
23 июня Голдинг опубликовала в Instagram короткий тизер-клип и объявила дату выхода сингла. Примерно в то же время стала активна ссылка для предварительного заказа «Hate Me». Голдинг официально объявила о названии и сотрудничестве с Juice Wrld 24 июня.

## Критика
Карл Ламарр из Billboard назвал трек анти-любовным гимном. Майк Васс из Idolator описал песню как хип-хоп-ароматизированный фейерверк. Джел Голдфайн из Paper написала, что эта песня ― капризная, мазохистская, насмешливая, поскольку Голдинг высказывает бывшему все те подлые и ужасные вещи, которые люди с разбитым сердцем обычно говорят друг другу.

## Чарты
| Чарт (2019—2020)                           | Высшая позиция |
| ------------------------------------------ | -------------- |
| Австралия (ARIA)                           | 68             |
| Австрия (Ö3 Austria Top 40)                | 51             |
| Бельгия/Фландрия (Ultratip Bubbling Under) | 32             |
| Бельгия/Валлония (Ultratip Bubbling Under) | 18             |
| Канада (Billboard Canadian Hot 100)        | 33             |
| Чехия (Rádio — Top 100)                    | 32             |
| Чехия (Singles Digitál Top 100)            | 48             |
| Финляндия (Suomen virallinen lista)        | 14             |
| Германия (GfK)                             | 70             |
| Венгрия (Single Top 40)                    | 18             |
| Венгрия (Stream Top 40)                    | 25             |
| Ирландия (IRMA)                            | 33             |
| Латвия (LAIPA)                             | 20             |
| Литва (AGATA)                              | 28             |
| Новая Зеландия (RMNZ)                      | 5              |
| Шотландия (OCC Scotland)                   | 30             |
| Словакия (Singles Digitál Top 100)         | 39             |
| Швеция (Sverigetopplistan)                 | 76             |
| Великобритания (OCC UK Singles)            | 33             |
| США (Billboard Hot 100)                    | 56             |
| США (Billboard Adult Pop Airplay)          | 23             |
| США (Billboard Dance/Mix Show Airplay)     | 35             |
| США (Billboard Pop Airplay)                | 19             |
| США Rolling Stone Top 100                  | 42             |

| Чарт (2019)    | Позиция |
| -------------- | ------- |
| Латвия (LAIPA) | 64      |

## Сертификации
| Регион                                                                      | Сертификация  | Продажи   |
| --------------------------------------------------------------------------- | ------------- | --------- |
| Канада (Music Canada)                                                       | Платиновый    | 80 000    |
| Дания (IFPI Danmark)                                                        | Золотой       | 45 000    |
| Великобритания (BPI)                                                        | Серебряный    | 200 000   |
| США (RIAA)                                                                  | 2× Платиновый | 2 000 000 |
| Данные о продажах + прослушиваниях приведены только на основе сертификации. |               |           |

## История релиза
| Регион    | Дата             | Формат                        | Версия           | Лейбл      | Прим.  |
| --------- | ---------------- | ----------------------------- | ---------------- | ---------- | ------ |
| Различный | 26 июня 2019     | Цифровая дистрибуция стриминг | Оригинал         | Polydor    | [ 2 ]  |
| Италия    | 5 июля 2019      | Contemporary hit radio        | Оригинал         | Universal  | [ 37 ] |
| США       | 9 июля 2019      | Contemporary hit radio        | Оригинал         | Interscope | [ 38 ] |
| Различный | 16 августа 2019  | Цифровая дистрибуция стриминг | Ремикс R3hab     | Polydor    | [ 39 ] |
| Различный | 25 сентября 2019 | Цифровая дистрибуция стриминг | Ремикс Snakehips | Polydor    | [ 40 ] |